# 조지프슨 위상
조지프슨 위상(Josephson phase)은 초전도에서 조지프슨 접합을 형성하는 초전도 전극내의 양자역학적 파동함수의 위상의 차이이다.
예를 들어 초전도체 1과 2 속의 거시 파동함수 {\displaystyle \Psi _{1}} 와 {\displaystyle \Psi _{2}}는 아래와 같이 주어진다.
{\displaystyle \Psi _{1}={\sqrt {n_{s}}}e^{i\theta _{1}}}
{\displaystyle \Psi _{2}={\sqrt {n_{s}}}e^{i\theta _{2}}}
그리하여 조지프슨 위상은 {\displaystyle \phi \ {\stackrel {\mathrm {def} }{=}}\ \theta _{2}-\theta _{1}}이다.

## 같이 보기
- 조지프슨 효과
- 브라이언 데이비드 조지프슨